# كانولا معدلة وراثيا
الكانولا المعدلة وراثيا هي سلالات نبات الكانولا التي تمت هندستها وراثيًا باستخدام التقنيات الحيوية بهدف إكسابها خواص مقاومة للبكتيريا أو الفطريات أو مبيدات الأعشاب أو بهدف زيادة الإنتاجية.
كانت أولى السلالات المعدلة وراثيًا من الكانولا هي تلك التي طورتها شركة مونسانتو لكي تتحمل مركبات الغليفوسات، وهي المكون الفعال في مبيدات الأعشاب شائعة الاستخدام.

## التعديل الوراثي
تعتبر مركبات الغليفوسات مبيدات أعشاب واسعة النطاق تُستخدم لقتل الأعشاب الضارة والحشائش المعروفة بمنافسة المحاصيل التجارية المزروعة في جميع أنحاء العالم. ظهر المنتج الأول من مبيدات الغليفوسات في السوق في سبعينيات القرن العشرين تحت الاسم التجاري راوند أب. وتكون النباتات التي تتعرض للغليفوسات غير قادرة على إنتاج الأحماض الأمينية العطرية وبالتالي تموت. أدخلت شركة مونسانتو جينين في جينوم نبات الكانولا لإنتاج الكانولا المقاومة للغليفوسات، أحدهما هو جين مشتق من بكتيريا التربة الشائعة من سلالة البكتيريا الأجرعية، والتي تشفر إنزيم 5-إينول بيروفيل شيكمات-3-فوسفات سينثاز CP4. أما الآخر فهو جين من سلالة Ochrobactrum anthropi LBAA، والتي تشفر إنزيم الغليفوسات أوكسيداز. يضفي إنزيم CP4 إنزيم 5-إينول بيروفيل شيكمات-3-فوسفات سينثاز على النبات تحملًا عاليًا للجليفوسات، ومن ثم يظل بإمكان النباتات تكوين أحماض أمينية عطرية حتى بعد تطبيق الغليفوسات، كما يساعد إنزيم الغليفوسات أوكسيداز في تكسير الغليفوسات داخل النبات.

## التنظيم
تخضع المحاصيل المعدلة وراثيًا لقدر كبير من التنظيم في جميع أنحاء العالم. فلكي تتم الموافقة على إدخال محصول معدل وراثيًا إلى أسواق الولايات المتحدة الأمريكية على سبيل المثال، تقوم وكالة خدمة فحص صحة الحيوان والنبات التابعة لوزارة الزراعة الأمريكية بتقييمه، كما يمكن لإدارة الغذاء والدواء، ووكالة حماية البيئة الأمريكية تقييمه أيضًا وفقًا لنوع الاستخدام المقصود. تقوم وزارة الزراعة الأمريكية بتقييم قدرة النبات على أن يصبح حشيشًا. وتنظم إدارة الغذاء والدواء المحاصيل المستخدمة كغذاء أو علف للحيوانات.
تُعد كندا هي أكبر الدول المنتجة لمحاصيل الكانولا المعدلة وراثيًا. تنظم وزارة الصحة الكندية المحاصيل المعدلة وراثيًا بموجب قانون الأغذية والأدوية، في حين تكون الوكالة الكندية لفحص الأغذية مسؤولة عن تقييم السلامة والقيمة الغذائية للأغذية المعدلة وراثيًا. يقوم مكتب السلامة الحيوية للنبات التابع للوكالة الكندية لفحص الأغذية بإجراء التقييمات البيئية للنباتات المعدلة باستخدام التقنيات الحيوية. كانت سلالات الكانولا التي تتحمل الغليفوسات والغلوفوسينات هما أول منتجين معدلين وراثيًا يحصلان على الموافقة في كندا. كما حصلت سلالات الكانولا المعدلة وراثيا المقاومة الغليفوسات على الموافقة بالاستخدام والإنتاج التجاري في أستراليا في عام 2003 بعد خضوعها لما يقرب من 400 اختبار ودراسة للتأكد من كونها آمنة. وافقت معايير الغذاء في أستراليا ونيوزيلندا أيضًا على هذا المنتج باعتباره آمنًا للاستهلاك البشري في نفس العام.